# Boris Kolb
Boris Kolb (* 12. November 1979 in Trebur) ist ein deutscher Fußballspieler.

## Karriere
Der Mittelfeldspieler kam von der Jugend des TSV Trebur in die Jugendabteilungen des SV Darmstadt 98, wo er sich bis in die erste Mannschaft hocharbeitete. Dort war er 2000 bis 2003 drei Saisons lang Stammspieler in der drittklassigen Regionalliga Süd, ehe er zum 1. FC Eschborn wechselte. Nach einem Gastspiel bei Eintracht Frankfurt II kam Kolb zum SV Sandhausen, wo er 2006/07 in der Oberliga Baden-Württemberg, 2007/08 in der Regionalliga Süd und 2008/09 als Kapitän in der 3. Liga spielte.
Zur Saison 2009/10 erfolgte die Rückkehr zum SV Darmstadt 98 in die viertklassige Regionalliga Süd, wo Boris Kolb direkt die Kapitänsbinde übernahm. Nach einer Saison Abstiegskampf schafften es die Lilien 2010/11 jedoch, die Meisterschaft der Regionalliga Süd und den Aufstieg in die 3. Liga zu bewerkstelligen. Nach dem 34. Spieltag, dem 4:0 gegen den FC Memmingen, durfte Kapitän Boris Kolb die Meisterschale der Regionalliga Süd in die Höhe strecken.
Statt mit den Lilien in die 3. Liga zu gehen, beschloss Kolb, den gleichzeitig abgestiegenen SV Wehen Wiesbaden II 2011/12 in die fünftklassige Hessenliga zu begleiten, bestritt dort dann aber auch noch vier Spiele in der Ersten Mannschaft in der 3. Liga. Nach einer Saison wechselte er zum Regionalligisten FC Bayern Alzenau. In der Saison 2013/2014 spielte Kolb beim VfB Ginsheim in der Gruppenliga Darmstadt, danach beendete er seine aktive Karriere.